# Jacques Saada
 (juin 2018).
Cet article possède un paronyme, voir Jacques Saadé.
Pour les articles homonymes, voir Saada.
Jacques Saada (Tunis, 22 novembre 1947 - ) est un homme politique québécois. Ancien ministre dans le gouvernement de Paul Martin, il a été député fédéral de Brossard—La Prairie pour le Parti libéral du Canada (PLC) de 1997 à 2006.

## Biographie
Né à Tunis, M. Saada a un baccalauréat en linguistique appliquée de l'Université du Québec à Montréal, un certificat d'enseignant au Québec et un diplôme en traduction de l'Université McGill. Il est marié et a quatre enfants.
Avant son élection à la Chambre des communes, M. Saada a été enseignant et administrateur scolaire au Québec et en France, chargé de cours en traduction à l'Université Concordia, consultant à l'Agence canadienne de développement international et conseiller auprès du ministre des Pêches et des Océans.
M. Saada a été PDG de B&B Translation de 1978 à 1993 et président de la firme d’experts-conseil Polytrad Ltée de 1977 à 1997. Il a en outre été président du St. Lawrence Protestant School Board de 1987 à 1990.

### Carrière politique
Après avoir subi une défaite à sa première tentative en 1993, M. Saada est élu pour la première fois en juin 1997. Il a été whip adjoint du gouvernement, vice-président du Comité permanent de la procédure et des affaires de la Chambre et membre du Bureau de régie interne. En 2003, il est nommé leader du gouvernement à la Chambre et ministre responsable de la réforme démocratique par le premier ministre Paul Martin. En 2004, il est nommé Ministre de l'Agence de développement économique du Canada pour les régions du Québec et ministre responsable de la Francophonie.
De 1998 à 2000, il a été secrétaire parlementaire du solliciteur général du Canada. Depuis 1998, il était président de la section canadienne de la Commission permanente mixte de défense Canada-États-Unis.
Lors des élections de 2004, il a fait l'objet d'attaques haineuses en raison de ses origines juives. Il est défait aux élections du 23 janvier 2006.
En 2006, dans le cadre de la course à la direction du Parti libéral du Canada, il se joint à Bob Rae en tant que président de sa campagne au Québec. Le 20 décembre 2006, il annonce son retrait définitif de la politique active. En septembre 2007, M. Saada était nommé président-directeur général de l'Association québécoise de l'aérospatiale (AQA).¹   
.